# Indiska polisen (IPS)

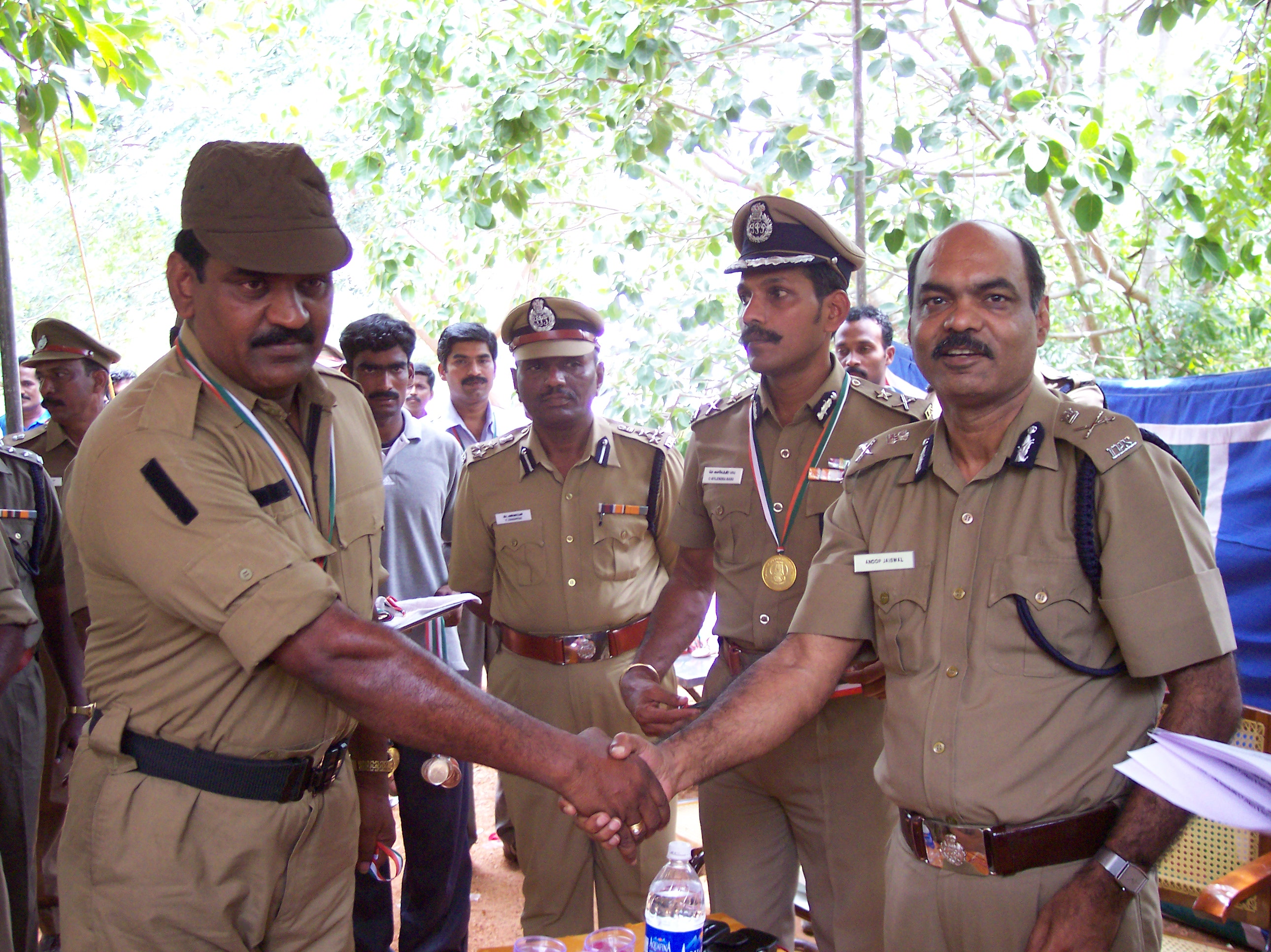
Polischefer från IPS tjänstgörande vid polisen i Tamil Nadu.

Huvudansvaret för den indiska polisen åvilar enligt konstitutionen delstaterna. I varje delstat finns en poliskår under en statspolischef (Director General of Police). Det finns också centrala (dvs. federala) poliskårer. Till dessa hör de Indiska paramilitära styrkorna. Som sammanbindande element mellan den centrala och den delstatliga nivån fungerar den indiska polisförvaltningen, (eng. Indian Police Service, IPS).

## Polispersonalen
Polispersonalen rekryteras av delstaterna på tre nivåer, assistenter (Constables), inspektörer (Sub-Inspectors) och polissekreterare (Deputy Superintendents of Police). IPS rekryteras på federal nivå, genom anställning som federala polissekreterare (Assistant Superintendents of Police). 
IPS är en av tre tjänstemannakårer som lyder under Indiens regering; de andra två är Indiens civila statsförvaltning och diplomatiska kåren. Alla anställda i Indiska polisen är högutbildade och utgör de högre chefsnivåerna i de delstatliga poliskårerna - man utgör alltså inte någon självständig polisstyrka. De kan bara avlägsnas från sina befattninger genom en direkt order från Indiens president. Systemet med centralt tillsatta polischefer tillkom under brittisk tid, när de flesta av Indiska polisens tjänstemän var européer.
|  |                                 |                            |                             |                                    |                                 |                          |                                     |                                 |                                                             |                                                              |
|  | Director of Intelligence Bureau | Director General of Police | Inspector General of Police | Deputy Inspector General of Police | Senior Superintendent of Police | Superintendent of Police | Additional Superintendent of Police | Deputy Superintendent of Police | Assistant Superintendent of Police (andra anställningsåret) | Assistant Superintendent of Police (första anställningsåret) |

## Centralregeringens underrättelse- och säkerhetsmyndigheter
- Intelligence Bureau.
- Research and Analysis Wing of the Cabinet Secretariat.
- Directorate of Revenue Intelligence.
- Central Economic Intelligence Bureau.
- Directorate of Enforcement.
- Narcotics Control Bureau.
- Aviation Research Centre.
- Special Frontier Force.
- Border Security Force - Gränssäkerhetstrupperna
- Central Reserve Police Force- Centrala reservpolisen
- Indo-Tibetan Border Police- Indo-tibetanska gränspolisen
- Central Industrial Security Force - Centrala industrisäkerhetsstyrkan
- National Security Guards- Nationella skyddsstyrkan
- Assam Rifles - Assamfältjägarna
- Special Service Bureau.